# Gemeente-energiebedrijf (Amsterdam)
Het Gemeente-Energiebedrijf (GEB) was een tak van dienst van de Nederlandse gemeente Amsterdam die verantwoordelijk was voor de opwekking en verdeling van elektriciteit in de gemeente. Dit gemeentelijk energiebedrijf ontstond in 1941 door de samenvoeging van de in 1899 opgerichte Gemeente-Electriciteitswerken (GEW) en de in 1898 opgerichte Gemeente-Gasfabrieken. In 1985 werd het GEB opgeheven door splitsing en verzelfstandiging. Het hoofdkantoor was gevestigd aan de Tesselschadestraat 1 maar verhuisde rond 1985 naar een nieuw pand aan de Spaklerweg dat in 2023 werd verlaten voor een nieuw gebouw aan de Noordzeeweg 4.

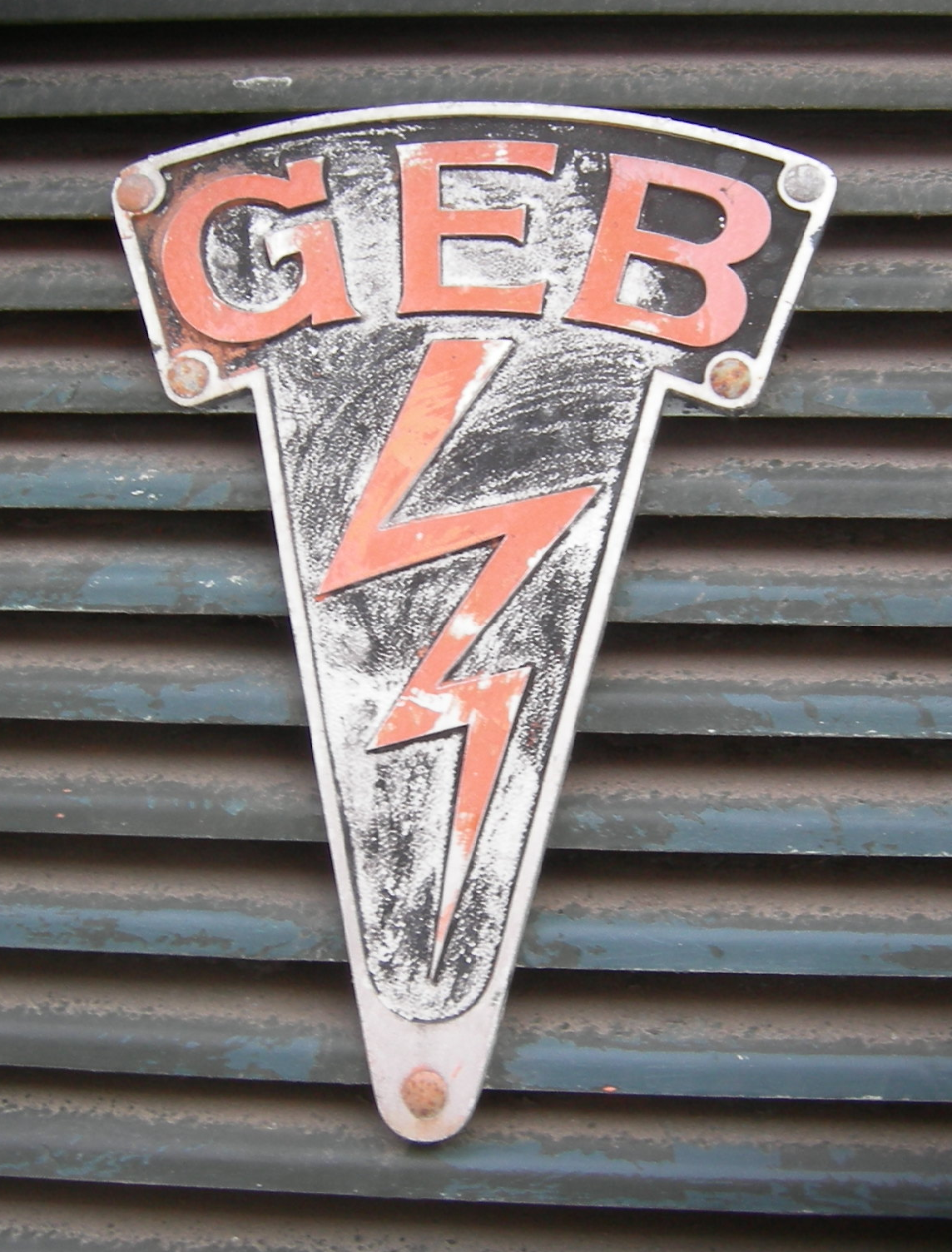
Embleem van het Gemeente-Energiebedrijf (Amsterdam)

Naast het gemeentelijke distributienet voor gas en elektriciteit bezat het GEB eigen elektriciteitscentrales, waaronder de voormalige centrale in Amsterdam-Noord en vanaf 1952 de Centrale Hemweg.
In de jaren 20 van de twintigste eeuw zocht het GEW Amsterdam toenadering tot het GEB Haarlem en het Provinciaal Elektriciteitsbedrijf van Noord-Holland (P.E.N.) om tot een centralisering van de elektriciteitsproductie te komen. Hiertoe werd de Provinciale En Gemeentelijke Electriciteits Maatschappij (P.E.G.E.M.) opgericht, die echter geen succes bleek, zodat de productiefaciliteiten in 1928 weer onder beheer van de afzonderlijke energiebedrijven kwamen.
In 1985 werd het bedrijf in het kader van nieuwe Europese concurrentieregels gesplitst en verzelfstandigd: de productiefaciliteiten werden samen met die van het P.E.N. en van de gemeente en provincie Utrecht ondergebracht in de NV UNA. De levering en de distributienetten werden per 31 oktober 1994 op gemeentelijk niveau verzelfstandigd in de NV Energiebedrijf Amsterdam (EBA).
In 1996 fuseerden EBA, PEN Energiebedrijf Noord-Holland, Energiebedrijf Zaanstreek-Waterland, Gasbedrijf Kop van Noord-Holland en Energiebedrijf Haarlem onder de naam Energie Noord-West (ENW). Ook het Regionaal Energiebedrijf Gooi en Vechtstreek (REGEV) ging in 1998 hierin op.
Na verschillende overnames en fusies was het effect dat in 2002 alle faciliteiten van het voormalige GEB in bezit van NUON kwamen. Nadien werd het netwerk ondergebracht bij een onafhankelijke netbeheerder, Liander.